# Шёнбехлер, Кристина
Кристи́на Шёнбе́хлер (нем. Christina Schönbächler) — швейцарская кёрлингистка.
Играла на позиции второго.

## Достижения
- Чемпионат Швейцарии по кёрлингу среди женщин: золото (2001).

## Команды
| Сезон   | Четвёртый      | Третий        | Второй             | Первый        | Запасной          | Турниры           |
| ------- | -------------- | ------------- | ------------------ | ------------- | ----------------- | ----------------- |
| 2000—01 | Мануэла Корман | Андреа Штёкли | Кристина Шёнбехлер | Жаннин Пробст | Tanja Bongni      | ЧШЖ 2001          |
| 2001—02 | Мануэла Корман | Андреа Штёкли | Кристина Шёнбехлер | Жаннин Пробст | Паскале Дзенерино | ЧМ 2002 (5 место) |

(скипы выделены полужирным шрифтом)